# NGC 942
NGC 942 (другие обозначения — MCG -2-7-18, VV 217, ARP 309, NPM1G -11.0090, PGC 9458) — галактика в созвездии Кит.
Этот объект входит в число перечисленных в оригинальной редакции «Нового общего каталога».
Взаимодействует с галактикой NGC 943. Новый общий каталог ясно указывает, что NGC 942 является более южным объектом пары, но галактики часто путаются, особенно если север на изображениях расположен внизу. Пара NGC 942 и NGC 943 используется Атласом пекулярных галактик в качестве примера «неклассифицированной» галактики.